# 1923 (テレビドラマ)
『1923』は、テイラー・シェリダンが創作し、2022年12月18日から公開されたParamount+のテレビドラマシリーズである。

## 概要
本シリーズはパラマウント・ネットワークのテレビドラマシリーズ『イエローストーン』の前日譚であり、そのスピンオフ番組である『1883』の後日譚である。イザベル・メイが『1883』でのエルサ・ダットン役でナレーションを務める。最終シーズン2の製作、および続編となる『1944』の製作が決定している。
シリーズは禁酒法、干ばつ、大恐慌、仇敵との争いなどの困難に立ち向かう、1923年のダットン家を描く。
日本では、U-NEXTが2023年10月13日よりシーズン1を独占配信している。

## 登場人物
※括弧内は日本語吹替

### メイン
- カーラ・ダットン : ヘレン・ミレン（小宮和枝） - ジェイコブ・ダットンの妻[3][4]
- ジェイコブ・ダットン :  ハリソン・フォード（磯部勉） - ダットン家の家長で『1883』の主人公ジェームズ・ダットンの兄
- スペンサー・ダットン : ブランドン・スクレナー（英語版）（三木眞一郎） - ジェームズ・ダットンとマーガレットの次男[5]
- アレクサンドラ : ジュリア・シュレプファー（英語版）（寿美菜子） - イギリス上流階級出身の女性
- ジャック・ダットン : ダーレン・マン（英語版）（霧生晃司） - ジェイコブ・ダットンの甥のジョン・ダットン・シニアの息子、ジェームズ・ダットンの孫。
- エリザベス・ストラフォード : ミシェル・ランドルフ（吉元里謹） - ジャック・ダットンのフィアンセで隣接する牧場主の娘
- エルサ・ダットン (ナレーター) : イザベル・メイ（英語版）（逢田梨香子） – 『1883』で登場し死亡した、ジェームズ・ダットンとマーガレットの長女[6]
- ゼイン・デイヴィス : ブライアン・ジェラティ（田所陽向） - ダットン牧場の忠実なカウボーイ
- ティオナ・レインウォーター : アミナー・ニーヴス（古木海帆） -  クロウ族の家族から引き離され、インディアン寄宿学校の厳格なカトリックの教師の下で同化教育を強制される若い女性
- バナー・クレイトン : ジェローム・フリン（多田野曜平） - スコットランド出身の羊飼いでダットン家の敵[7]
- ドナルド・ウィットフィールド : ティモシー・ダルトン（大塚芳忠） – 鉱山で財を成した富豪[8]

### リカーリング
- エマ・ダットン : マーリー・シェルトン（おまたかな） - ジョン・ダットン・シニアの妻でジャック・ダットンの母
- ウィリアム・マクドウェル : ロバート・パトリック - ギャラティン郡の保安官でダットン家の友人[9]
- デニス : Caleb Martin - ダットン牧場のカウボーイ
- クライド/クライブ : Brian Konowal - スコットランド人の羊飼いで元シカゴ警官、ウィットフィールドのスパイとして家畜協会のエージェントになる
- ハンク・プレンティ・クラウズ : Michael Greyeyes] - 逃亡中のティオナに出会うブロークン・ロック居留地出身のクロウ族の羊飼い
- シスター・メアリー : ジェニファー・イーリー – ティオナの在籍するインディアン寄宿学校の厳格で残酷なアイルランド・カトリックの修道女[10]
- オッター : Leenah Robinson - インディアン寄宿学校の生徒でティオナのいとこ[11]

### ゲスト
- ジョン・ダットン・シニア : ジェームズ・バッジ・デール（ふくまつ進紗） - 『1883』に少年として登場したジェームズ・ダットンとマーガレットの長男、ジェイコブ・ダットンの年長の甥で右腕。
- アリス・デイヴィス (旧姓チョウ) : Joy Osmanski – ゼインの中国人妻、異人種間婚姻禁止法のため結婚は秘密とされる
- カイル・マーフィー : ウォレス・ランガム - ボーズマンの銀行の融資審査官
- ボブ・ストラフォード : ティム・ディケイ - エリザベスの父でダットン家の隣人の牧場主[12]
- ビバリー・ストラフォード : ジェサリン・ギルシグ  - エリザベスの母でボブの妻
- チャドウィック・ベントン : Currie Graham - ウィットフィールドに雇われる、クレイトンの弁護士
- クリスティ : Cailyn Rice - 娼婦[13]
- リンディ : Madison Rogers - 娼婦[13]
- ランズ・ヒズ・ホース :  Michael Spears - ブロークン・ロック居留地の酋長、ティオナの父
- ピート・プレンティ・クラウズ : Cole Brings Plenty（岡田雄樹） - ハンクの息子で羊飼い[14]
- シスター・アリス : Kerry O'Malley - インディアン寄宿学校の修道女
- シリアン神父 :  Tanc Sade（佐藤祐四） - ティオナを追跡するカトリックの聖職者
- ケント連邦保安官: Jamie McShane - ティオナ追跡を指揮する連邦保安官
- リチャード・ホランド : Nick Boraine（ふくまつ進紗） - アフリカでスペンサーを雇うサファリツアー主催者
- アーサー・オブ・コノート : Rafe Soule - コノート公アーサーの息子でアレクサンドラの元婚約者
- コノート公アーサー : ブルース・デイヴィソン - アレクサンドラの元婚約者アーサー・オブ・コノートの父でイギリス王族の一員[15]
- ジェニファー :  Jo Ellen Pellman - イギリスの名士でアレクサンドラの友人
- チャールズ・ハーディン : Colin Moss - 人食いハイエナを狩るためにスペンサーを雇う、イギリス領タンガニーカの鉄道建設監督
- ルッカ : ピーター・ストーメア - モンバサのタグボートの船長[12]
- シップリー船長 :  ジョゼフ・マウル - イギリス船ランブリッジ号の船長
- ハーレー船長 :  Damian O'Hare - マジェスティック号の船長

## あらすじ

### シーズン1のあらすじ
シーズン1は、モンタナ州のダットン家の土地を守る戦いを描くメインストーリーのほか、学校での虐待から逃げるインディアンの少女ティオナ、さらにアフリカから帰郷するダットン家の一員スペンサーを描く二つのサブストーリーからなる。
モンタナ州のイエローストーン牧場では、『1883』で移住が描かれたジェームズ・ダットンとマーガレットが既に死んでおり、子のいないジェームズの兄のジェイコブとカーラの夫妻が牧場を引き継いで、ジョン・ダットン・シニアとスペンサーの二人の甥を育て上げている。第一次大戦の終結で家畜価格は暴落する。干ばつと蝗害で牧草が不足し、牛を飼う牧場主とバナー・クライトンら羊飼いとの間で争いが勃発する。クレイトンは牧場地下の鉱物資源を狙う富豪のウィットフィールドの援助を得る。クレイトンらによる銃撃でジョンは殺され、ジェイコブは重傷を負う。カーラは牧場を守るため、第一次大戦従軍後にアフリカで暮らすスペンサーに帰郷を訴える手紙を送る。ジョンの息子ジャックと結婚したエリザベスは妊娠するも流産する。ウィットフィールドは資金難に付け込んでイエローストーン牧場を取り上げようとする。
ノースダコタ州のインディアン寄宿学校では、同化教育を強制されたティオナが虐待に耐えかねて教師を殺し脱走する。羊飼いのハンクに助けられ、追跡者を殺すもハンクも亡くなる。ティオナは父、そしてハンクの息子ピートと逃げる。
アフリカでは、猛獣ハンターとして暮らすスペンサーが、イギリス上流階級出身のアレクサンドラと恋に落ちる。カーラからの手紙を読み、二人はイエローストーン牧場に向かう。帰りの船の上で、スペンサーは襲ってきたアレクサンドラの元婚約者の貴族を殺し、正当防衛で処罰は逃れるもアレクサンドラから引き離される。

## エピソード

### シーズン1
| 通算 話数 | タイトル                      | 監督               | 脚本                 | 公開日         |
| --- | ----------------------------- | ------------------ | -------------------- | -------------- |
| 1 | "1923"                        | Ben Richardson     | テイラー・シェリダン | 2022年12月18日 |
| フラッシュフォワードで、 カーラ・ダットンが男を追い詰めて殺す。エルサ・ダットンのナレーションにより、ジェームズ・ダットンと妻のマーガレットが死に、1894年に呼び寄せられた兄のジェイコブが妻のカーラとともにイエローストーン牧場を引き継ぎ、残された二人の息子のジョン・ダットン・シニアとスペンサーを育てたことが語られる。蝗害により牧草が不足し、羊飼いのバナー・クレイトンは勝手に他人の牧場に入り込んで牧草を羊に食べさせ、これを認めない家畜協会理事のジェイコブに殴りかかる。第一次世界大戦の終結による家畜価格の暴落も加わり、牧場主たちは困難に直面する。ジェイコブは他の牧場主とともに、牛を連れて高地に移動することにし、甥の息子のジャックの結婚式を延期する。ジャックのフィアンセのエリザベスは激怒し、カーラがなだめる。高地で羊の群れを見つけたジャックが羊飼いに撃たれる。 ノースダコタ州のインディアン寄宿学校では、ティオナがシスター・メアリーに厳しい体罰を与えられて反抗し、逆襲して殴り倒す。校長は二人に体罰を与える。アフリカでは、第一次大戦の兵士であったスペンサーがヒョウ狩りを依頼される。 |                               |                    |                      |                |
| 2 | "Nature's Empty Throne"       | Ben Richardson     | テイラー・シェリダン | 2022年12月25日 |
| ジェイコブとカウボーイたちはジャックを救い、ジャックを襲った羊飼いたちを木に吊るすも、クレイトンだけは生き延びる。取り上げた羊の群れは居留地のインディアンに贈られる。ノースダコタでは、ティオナがシスター・メアリーら教師に虐待され続ける。居留地に住む祖母はティオナを取り戻そうとして果たせない。アフリカでは、スペンサーが仲間を一人失いながらもヒョウの番を仕留める。イギリス上流階級の女性アレクサンドラと出会い恋に落ち、アレクサンドラは婚約者を捨ててスペンサーのもとに走る。 |                               |                    |                      |                |
| 3 | "The War Has Come Home"       | Ben Richardson     | テイラー・シェリダン | 2023年1月1日   |
| ダットン牧場の人々は家に帰り、ダットン家は町に出かけてジェイコブはマクドウェル保安官に羊飼いのことを話す。クレイトンも一人で家に帰り、仲間の羊飼いを集めて町から帰る途中のダットン家を襲い、ジェイコブの甥でスペンサーの兄ジョン・ダットン・シニアやエリザベスの父を殺し、ジャック、エリザベス、そしてジェイコブを負傷させる。カーラは襲撃者の一人を殺す。カーラは、家族の土地を守るために帰郷するようスペンサーに手紙を書く。アフリカでは、スペンサーがアレクサンドラに求婚する。 |                               |                    |                      |                |
| 4 | "War and the Turquoise Tide"  | Ben Richardson     | テイラー・シェリダン | 2023年1月8日   |
| 重傷を負ったジェイコブは病床に伏し、敵に弱みを握られないようカーラは襲撃事件を秘密にする。エリザベスの母ビバリーは結婚を破談にして娘をダットン家から連れ出そうとするが、エリザベスは拒否する。仲間の多くを失ったクレイトンは、鉱山で財を成した富豪のウィットフィールドに助けを求め、イエローストーン牧場を手に入れた際には採掘権を渡すと約束して軍資金を得る。手下を雇ってイエローストーン牧場の牛を盗む。カーラは夫が不在であることにして家畜協会の会合に出席し、牛泥棒に対抗する自警を設置する提案への同意を得る。ノールダコタでは、ティオナが虐待に耐えかねてシスター・メアリーとシスター・アリスを殺して学校から逃げる。ザンジバルでは、スペンサーがカーラからの帰郷を求める手紙を受け取る。 |                               |                    |                      |                |
| 5 | "Ghost of Zebrina"            | ガイ・ファーランド | テイラー・シェリダン | 2023年2月5日   |
| エリザベスの母親ら近隣の牧場主たちは牧場を手放して谷から出て行き、ウィットフィールドはクレイトンを使い土地を買い占める。ジェイコブはゆっくりと回復する。エリザベスは妊娠する。カーラはスペンサーからの電報を受け取る。ノースダコタの荒野では、ティオナが羊飼いのハンクに出くわして助けられる。校長はティオナのいとこを尋問して殺し、ティオナの追跡を命じる。アフリカでは、旅を急ぐスペンサーがスエズ運河に向けてすぐに発つ小さなタグボートを見つけ、エリザベスとともに乗り込む。船長が急死し、タグボートは幽霊船に衝突する。 |                               |                    |                      |                |
| 6 | "One Ocean Closer to Destiny" | ガイ・ファーランド | テイラー・シェリダン | 2023年2月12日  |
| カーラとマクドウェル保安官は、クレイトンとウィットフィールドと戦うため、家畜協会のエージェントを雇い入れる面接を行う。カーラは全面抗争を避けるため、クレイトンを逮捕するようマクドウェルに頼む。ジェイコブは、ウィットフィールドに周囲を買い占められたことに気づく。荒野では、ハンクがお尋ね者となったティオナに男の偽装をさせる。ティオナを捜索する保安官が家宅捜索中にティオナの祖母を突き飛ばして死なせてしまう。アフリカ沖では、タグボートが転覆する。スペンサーとアレックスは、マルセイユに向かうランブリッジ号に救助されて船上で結婚する。 |                               |                    |                      |                |
| 7 | "The Rule of Five Hundred"    | Ben Richardson     | テイラー・シェリダン | 2023年2月19日  |
| ジェイコブやジャックが同行されたマクドウェルは、ウィットフィールドに与えられた町の豪邸に住むクレイトンを殺人罪で逮捕する。家畜協会に送り込んだスパイからこれを聞いたウィットフィールドは、弁護士を送り込む。居留地では、ティオナの父ランズ・ヒズ・ホースが母の死体を見つけ、ハンクの息子ピート・プレンティ・クラウズからティオナの苦境を知らされる。ティオナを追跡する3人の聖職者たちはピート、そしてティオナを見つけてハンクを殺すが自らも殺される。シチリア島に着いたスペンサーとアレクサンドラは、アレクサンドラの元婚約者で貴族の息子アーサーに再会する。 |                               |                    |                      |                |
| 8 | "Nothing Left to Lose"        | Ben Richardson     | テイラー・シェリダン | 2023年2月26日  |
| クレイトンは保釈金無しで即座に保釈される。ウィットフィールドは娼婦に対しサディスティックな面を見せる。冬に入って牛の餌が不足し、ジェイコブは銀行に融資を依頼するも断られる。エリザベスは流産する。ジェイコブに仕えるゼインの中国人の妻アリスは、ウィットフィールドの手先の密告により、違法な異人種間結婚をしたとして逮捕される。ウィットフィールドがダットン家の屋敷を訪問し、滞納された牧場の固定資産税を肩代わりしたと告げ、年内に払わないと牧場を取り上げると宣告する。ノースダコタでは、3人の聖職者たちが戻らず、連邦保安官ケントと校長はティオナを探しに出発する。荒野では、ランズ・ヒズ・ホースとピートがティオナを見つけてコマンチ族の居留地へと向かう。シチリア島では、スペンサーとアレクサンドラがアーサーと同じ客船で経由地のロンドンに向かう。船の上で、アーサーは決闘を挑んで負けた後にスペンサーを襲い、正当防衛で殺される。スペンサーは最寄りの港で降ろされ、客室に幽閉されていたアレクサンドラはカーラの手紙が出されたボーズマンに行くとスペンサーに叫ぶ。                                              |                               |                    |                      |                |

## 製作

### 企画
2022年2月、『イエローストーン』の2作目の前日譚で『1883』の後日譚となる『1932』が発注された。6月、タイトルが『1923』に変更された。2022年12月、テイラー・シェリダンは「ロバート・エヴァンスがパラマウントを切り回して以来、自分ほどの自由度が与えられた事はない。『1883』は史上最も金がかかったテレビ番組のファースト・シーズンかもしれないが、今度の番組はもっと金がかかっている。」と語った。 2023年2月、シーズン2の製作が発表された。続編となる『1944』の製作が発表されている。

### 脚本
テイラー・シェリダンはシーズン1全話の脚本を担当した。

### 配役
2022年5月、ヘレン・ミレンとハリソン・フォードがメインキャストとなった。二人は36年前、 『モスキート・コースト』で共演している。フォードは2023年2月のインタビューで、かつて1年に1度しか働かないと語ったのにもかかわらずジェイコブ・ダットン役を引き受けた理由について触れ、COVID-19と、『インディ・ジョーンズと運命のダイヤル』の製作遅れにより最近は望んだほど仕事ができていなかったため、新しい事に挑戦してみたくなったと説明した。『シュリンキング: 悩めるセラピスト』と同様に、脚本が書かれる前であってもシェリダンが良い脚本を書くと信じて引き受けたと語った.。
Deadline Hollywood のインタビューでシェリダンは、フォードがシェリダンの牧場に自分の飛行機で飛んで来た時、「脚本はまだできてないが、この役を引き受けてくれないといけない。誰のために脚本を書いているのか知る必要があると話し、ワインを2本空け、フォードはイエスと言った。ヘレンの場合も同様で、ワインをグラス一杯空けた」と語った
。
2022年9月、残りのメインキャストが決まった。

### 撮影
2022年7月、モンタナ州ビュートで撮影準備が始まった。
2022年8月、ボーズマンの代わりとなるビュートで撮影が始まった 。主要な撮影は『イエローストーン』と同様にモンタナ州の各地で行われた 。その他、ケニア、マルタ、南アフリカ共和国、タンザニアで撮影が行われた。 客船マジェスティックのシーンは、ロングビーチでホテルとなっている クイーン・メリーで撮影された。
シリーズは1話あたり3000万ドルから3500万ドルを費やしたと予想されている。
シリーズは8話ずつからなる2シーズンで構成される  。2023年の脚本家組合のストライキにより、撮影は無期延期された。